# Lynwood (Illinois)
Lynwood és una població dels Estats Units a l'estat d'Illinois. Segons el cens del 2000 tenia 7.377 habitants.

## Demografia
Segons el cens del 2000, Lynwood tenia 7.377 habitants, 2.620 habitatges, i 1.985 famílies. La densitat de població era de 577,7 habitants/km².
Dels 2.620 habitatges en un 40,4% hi vivien nens de menys de 18 anys, en un 53,8% hi vivien parelles casades, en un 17,6% dones solteres, i en un 24,2% no eren unitats familiars. En el 20,6% dels habitatges hi vivien persones soles el 5% de les quals corresponia a persones de 65 anys o més que vivien soles. El nombre mitjà de persones vivint en cada habitatge era de 2,82 i el nombre mitjà de persones que vivien en cada família era de 3,27.
Per edats la població es repartia de la següent manera: un 29,8% tenia menys de 18 anys, un 8,4% entre 18 i 24, un 30,6% entre 25 i 44, un 23,8% de 45 a 60 i un 7,5% 65 anys o més.
L'edat mediana era de 35 anys. Per cada 100 dones de 18 o més anys hi havia 85,9 homes.
La renda mediana per habitatge era de 56.554 $ i la renda mediana per família de 64.848 $. Els homes tenien una renda mediana de 41.509 $ mentre que les dones 36.458 $. La renda per capita de la població era de 22.650 $. Aproximadament el 3,8% de les famílies i el 5,8% de la població estaven per davall del llindar de pobresa.

## Poblacions properes
El següent diagrama mostra les poblacions més properes.